# Snídaně s Novou
Snídaně s Novou (v letech 2022–2025 pouze Snídaně) je ranní televizní pořad TV Nova, který se poprvé na obrazovkách televize objevil 7. února 1994. Pořad se vysílá každý všední den od 6.00 do 8.40. Dříve byl vysílán již od 5.00, do února 2025 od 5.55. Program je složen z rozhovorů, nově se pouze každou hodinu vysílá zpravodajský blok.
Snídaně s Novou od září 2022 vysílala z nového studia a také s názvem, ve kterém už chyběl dovětek „s Novou“. V dubnu 2025 však došlo k přejmenování pořadu zpět na Snídaně s Novou.
V září 2022 se TV Nova rozhodla, že Snídaně bude vysílána i o víkendu. První Víkendová Snídaně byla odvysílána 15. října 2022 a první dvojicí byli Dana Morávková a Jan Čenský. V červnu 2024 bylo vysílání Víkendové Snídaně ukončeno z důvodu nízké sledovanosti.

## Moderátoři
První Snídani s Novou 7. února 1994 moderovali Libor Baselides a Lenka Hornová.
Pořad Snídaně s Novou aktuálně moderují tři moderátorské dvojice:
- Johan Mádr a Ondřej Havel
- Dana Morávková a Jan Čenský
- Kateřina Pechová a Dominik Vršanský

Tyto dvojice ve studiu střídavě doplňují moderátorky TV Nova.
Ranní zprávy jsou od roku 2025 odbavovány ze studia TN Live, moderují je Barbora Šimková a Rebecca Diatilová, které se střídají vždy po týdnu vysílání.
Mezi bývalé moderátory Snídaně s Novou patří Nikola Čechová a Milan Peroutka, Pavel Svoboda a Kristina Kloubková, Gabriela Partyšová a Aleš Lehký, Iveta Kořínková, Tomáš Zástěra a Tomáš Novotný, Petr Říbal a Hana Mašlíková, Ema Klementová a Lukáš Maule, Marta Ondráčková, Slávek Boura a Markéta Mayerová, Petr Šiška, Lenka Hornová, Libor Baselides, Zorka Hejdová a Míra Hejda, Dalibor Gondík a Adéla Gondíková, Kateřina Hrachovcová, Aleš Cibulka, Aleš Háma, Petr Holík, Michal Jagelka, Filip Švarc, Vítek Havliš, Martin Písařík, Eva Decastelo a Lucie Výborná.
V pořadu také účinkovali Michaela Dolinová, Karla Mráčková a Radka Rosická, které moderovaly předpověď počasí, dále Hana Kynychová v ranním cvičení a Ivan Vodochodský v cookingshow.
Moderátorské dvojice Víkendové snídaně byly:
- Dana Morávková a Jan Čenský
- Miluše Bittnerová a Pavel Svoboda
- Rebecca Diatilová a Roman Staša